# د هو
دِ هو (به انگلیسی: The Who) نام یک گروه نامدار راک انگلیسی است که در سال ۱۹۶۴ در لندن شکل گرفت.
اعضای بنیان‌گذار دِ هو راجر دالتری (خواننده)، پیت تاونزند (نوازنده گیتار)، کیث مون (درامر) و جان انتویزل (نوازنده بیس) بودند. گروه با وجود چند وقفه در طی بیش از ۴ دهه فعالیت‌اش هنوز پابرجاست و با مرگ کیث مون در سال ۱۹۷۸ و انتویزل در سال ۲۰۰۲، راجر دالتری و پیت تاونزند تنها بازماندگان از ترکیب اولیهٔ دِ هو هستند.

اعضای دِ هو که برای اجراهای پرانرژی‌شان شناخته شده هستند در سال ۱۹۹۰ میلادی به تالار مشاهیر راک اند رول راه یافتند. در ذهن بسیاری از هواداران موسیقی راک، تصویری از دِ هو نقش بسته که از آن‌ها به عنوان مدعی اصلی لقب «مهم‌ترین گروه راک تمام دنیا» یاد می‌کنند. از جمله کسانی که د هو را بهترین گروه راک تاریخ خطاب می‌کنند، می‌توان به جک بلک (بازیگر-گیتاریست گروه تنیشس دی) اشاره نمود.

تا به امروز ۲۵ تک‌آهنگ گروه به جدول‌های ۲۰ آهنگ پرفروش بریتانیا و ۴۰ آهنگ پرفروش آمریکا راه یافته‌اند و ۱۷ آلبوم آن‌ها در جدول ۱۰ آلبوم پرفروش روز قرار گرفته‌اند. طبق ادعای نیویورک تایمز تابه‌حال آثار دِ هو بیش از ۱۰۰ میلیون نسخه در تمام دنیا فروش داشته‌است.
دِ هو در انگلستان با باب کردن «شکستن سازها در پایان اجراهای زنده»، آهنگ‌های موفقی مثل «نسل من» و انتشار پنج آلبوم پرفروش که اولین‌شان نمی‌تونم شرح بدم(۱۹۶۵) بود مسیر شهرت را پیمودند. اولین بار با آلبوم I Can See for Miles به جمع «تاپ تِن‌های ایالات متحده» راه یافتند. آلبوم سال ۱۹۶۹شان که Tommy نام داشت سرآغاز راه یافتن آثار گروه به جدول پنج آلبوم پرفروش آمریکا بود که با کنسرت در لیدز(۱۹۷۰)، بعدی کیه؟(۱۹۷۱)، کوادروفنیا(۱۹۷۳) و تو کی هستی؟(۱۹۷۸) این روال ادامه پیدا کرد. همچنین از آهنگ «دیگه گول نمی‌خورم» می‌توان به عنوان یکی از پرانرژی‌ترین آهنگ‌های گروه در حین اجرای زنده اشاره کرد.
نقل قولی از ادی و در (از گروه آلترنتیو راک پرل جم): «چیز اعصاب خورد کنی که دربارهٔ د هو وجود داره اینه که اونا با ورود به سرسرای راک اند رول، همهٔ درها رو بازکردن و هیچی برای بقیه نذاشتن.»
آخرین آلبوم دِ هو در سال ۲۰۰۶ و با نام Endless Wire روانهٔ بازار شد و در زمان انتشار به جدول ۱۰ آلبوم پرفروش بریتانیا و آمریکا راه یافت.
آهنگ نسل من از آلبومی به همین نام که در سال ۱۹۶۵ منتشر شد موفق ترین آهنگ این گروه است به طوری که توانست در لیستی به نام ۵۰۰ ترانه برتر تمام دورانها رتبه ی ۱۱ را کسب کند.
همچنین این آهنگ شگفت انگیز توانست جایزه گرمی را هم کسب کند.